# Quận Thurston, Washington
Quận Thurston là một quận thuộc tiểu bang Washington, Hoa Kỳ.
Quận này được đặt tên theo Samuel Thurston. Theo điều tra dân số của Cục điều tra dân số Hoa Kỳ năm 2010, quận có dân số 252.264. người. Quận lỵ đóng ở Olympia.

## Địa lý
Theo Cục điều tra dân số Hoa Kỳ, quận có diện tích 2005 km2, trong đó có 135 km2 là diện tích mặt nước.